# 27480 Heablonsky
27480 Heablonsky este un asteroid din centura principală de asteroizi.

## Descriere
27480 Heablonsky este un asteroid din centura principală de asteroizi. A fost descoperit pe 4 aprilie 2000 la Socorro, New Mexico, în cadrul proiectului LINEAR. Asteroidul prezintă o orbită caracterizată de o semiaxă mare de 2,34 ua, o excentricitate de 0,19 și o înclinație de 9,0° în raport cu ecliptica.